# جاد أبو مراد
جاد نيكولاس أبو مراد (بالإنجليزية: Jad Abumrad) (ولد في 18 أبريل 1973) هو مذيع راديو وملحن ومنتج أمريكي لبناني.

## حياته وتعليمه
نشأ أبو مراد في تينيسي كلية ناشفيل وبينما كان أباه ناجي أبو مراد طبيب في المركز الطبي لجامعة فاندربيلت ‏ ارتاد جاد كلية أوبرلين حيث درس الكتابة الإبداعية والتأليف الموسيقي وتخرج عام 1995 بدرجة البكالوريوس.